# Friedrich Reinhold Kreutzwald
Friedrich Reinhold Kreutzwald (født 26. december 1803 (juliansk kalender) i Neeruti i Kadrina kommune, død 25. august 1882 i Tartu) var en estisk folklorist, digter og læge i Võru.
Allerede som student begyndte han at nedskrive estiske viser og andre traditioner. I årene fra 1830–erne til 1850-erne offentliggjorde han afhandlinger om esternes historie og traditioner og fik efter Friedrich Robert Faehlmanns død den opgave af Estnische Gelehrte Gesellschaft (Õpetatud Eesti Selts) at indsamle og offentliggøre traditionerne om Kalevipoeg. Hans værk udkom i selskapets forhandlinger mellem 1857 og 1861 med tekster på estisk og med tysk oversættelse af Ernst Reinthal.
Han fulgte Elias Lönnrots eksempel ved sammenstillingen af Kalevala, idet at han prøvede at skabe en helhed af de fragmenter, man havde således, at han kunne gengive i verseform traditioner, som man ellers kun havde i prosaform som sagn. For videnskapen er hans arbejde derfor af mindre værdi, også fordi han brændte sine håndskrifter, men Kreutzwalds Kalevipoeg har haft stor national værdi for esterne.
Han udgav også en samling estiske folkeeventyr og sagn, "Eesti rahwa ennemuistesed juttud" (oversat: "Det estiske folks forhistoriske beretninger", i 1866; tysk oversættelse af Friedrich Ferdinand Löwe 1869 og 1881) samt tidligere også af Alexander Heinrich Neus: Mythische und magische Heder der Ehsten (1854).
Anden halvdel af 1800-tallet var den tid, da det nationale estiske skriftsprog tog form. Takket være Kreutzwalds anstrengelser blev der gennemført et nyt retskrivingssystem, hvilket var blevet anbefalet af Eduard Ahrens og finnen A.I. Arwidsson.